# Kamenice (okres Praha-východ)
Kamenice (německy Kamenitz, dříve Kamenich) je obec v okrese Praha-východ ve Středočeském kraji, 8 km jižně od hranic Prahy, asi 26 km jihovýchodně od centra Prahy. Žije zde přibližně 5 100 obyvatel, je čtvrtou největší obcí v ČR bez statusu města.
Jde o obec s pověřeným obecním úřadem, správní obvod zahrnuje obce Kamenice, Kostelec u Křížků, Křížkový Újezdec, Radějovice a Sulice.

## Základní údaje

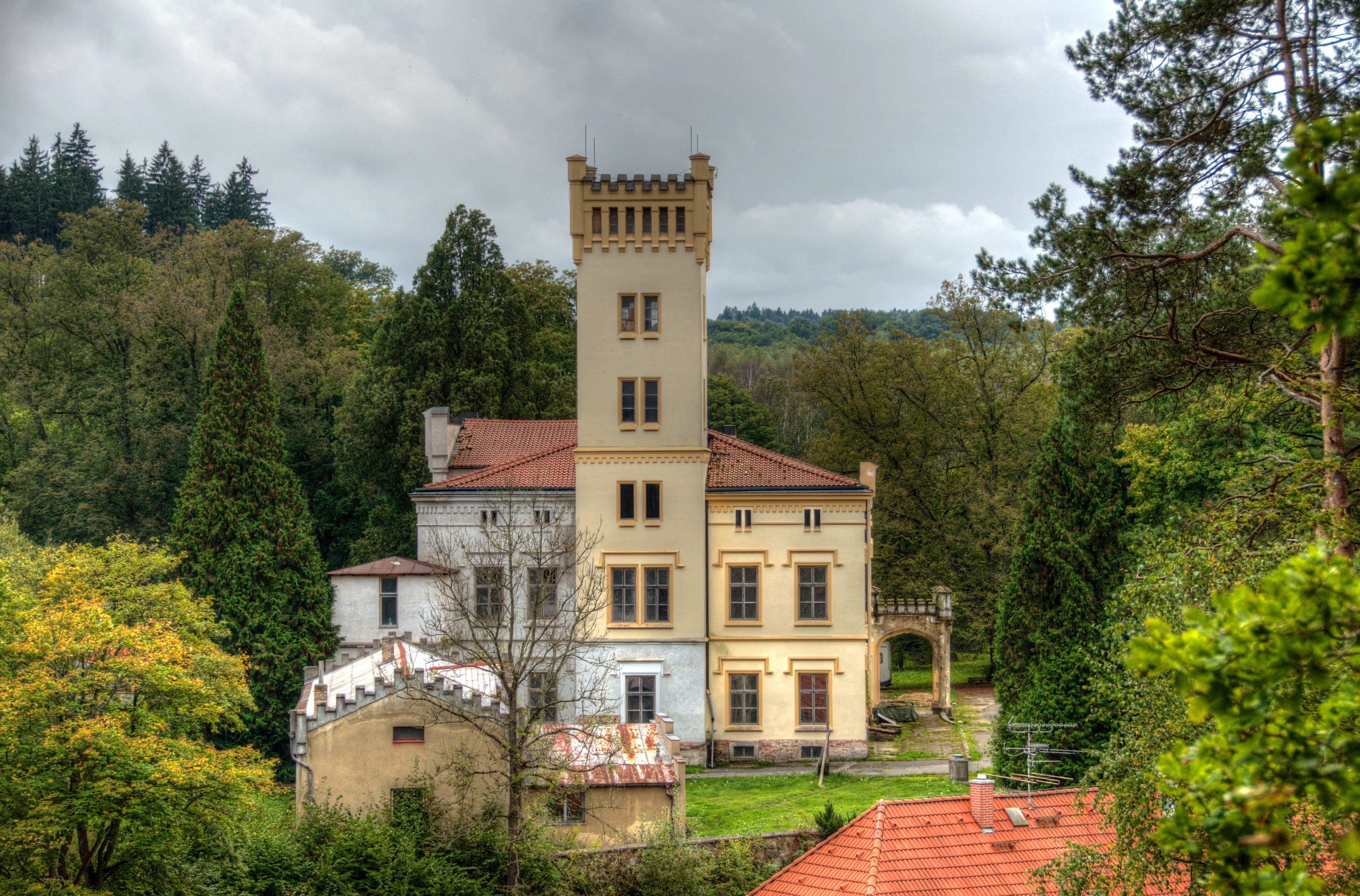
Zámek Kamenice

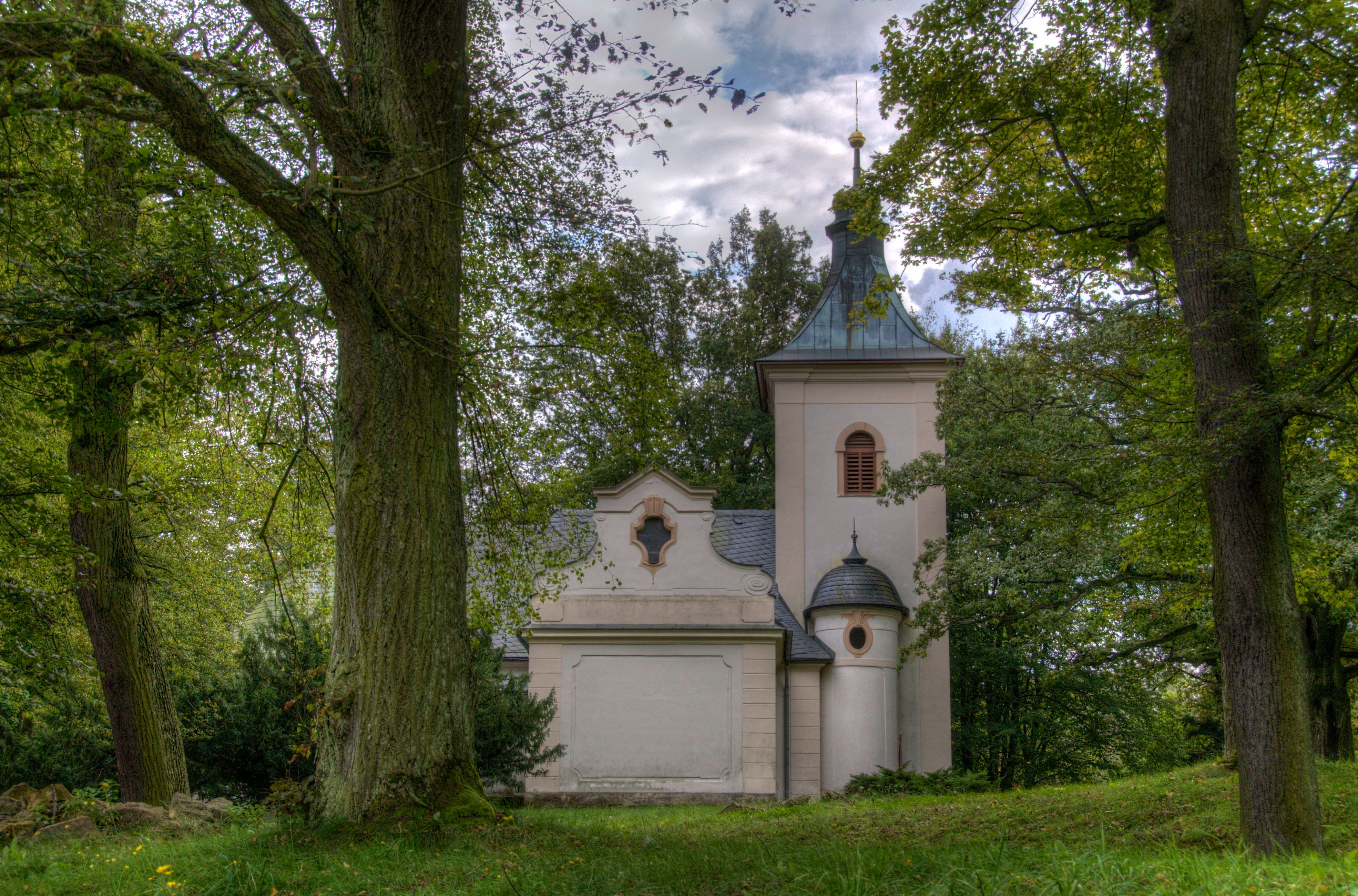
Kostel svatého Františka Serafinského

Celková rozloha obce činí 17,38 km² a skládá se ze tří katastrálních území pojmenovaných podle historických obcí Těptín, Ládví a Štiřín.
Kamenice má přes 4 700 obyvatel a stejně jako ve většině obcí v okolí Prahy zde probíhá další výstavba. V 90. letech 20. století bylo dostavěno hlavně centrum obce u obecního úřadu. Nyní se staví např. na východě v části Štiřín. Nové domy na severu již spadají do katastru obce Sulice, i když jsou urbanisticky spojené s Kamenicí.

## Části obce
- Kamenice
- Ládeves
- Ládví
- Nová Hospoda
- Olešovice
- Skuheř
- Struhařov
- Štiřín
- Těptín
- Všedobrovice

## Doprava
Obcí prochází dopravně velmi vytížená silnice 603 z Prahy do Benešova. Křižuje se zde se silnicí 107, která zajišťuje spojení s Týncem nad Sázavou na jihu a na druhou stranu s Velkými Popovicemi a dále s Říčany na severovýchodě.
V některých případech je pro příjezd do Kamenice výhodná i dálnice D1 – sjezd Všechromy je 6 km východně.

### Veřejná doprava
Kamenice je dostupná pouze autobusy Pražské integrované dopravy: většina linek sem jezdí z Prahy od stanice metra C Budějovická.
Zastávka Kamenice, Kulturní dům v centru obce slouží jako přestupní zastávka pro další místní tangenciálně vedené linky: východním směrem do Velkých Popovic a Strančic (napojení na železniční trať 221 Praha - Benešov), západním pak směrem na Jílové u Prahy.

## Okolní obce
Kamenice sousedí:
- na západě s obcí Pohoří
- na severu s Kostelcem u Křížků, Sulicemi a Křížkovým Újezdcem
- na východě s Petříkovem a Velkými Popovicemi
- na jihu s Řehenicemi, Týncem nad Sázavou a Krhanicemi

## Územněsprávní začlenění
Dějiny územněsprávního začleňování zahrnují období od roku 1850 do současnosti. V chronologickém přehledu je uvedena územně administrativní příslušnost obce v roce, kdy ke změně došlo:
- 1850 země česká, kraj Praha, politický i soudní okres Jílové[4]
- 1855 země česká, kraj Praha, soudní okres Jílové[4]
- 1868 země česká, politický okres Karlín, soudní okres Jílové[4]
- 1884 země česká, politický okres Královské Vinohrady, soudní okres Jílové[5]
- 1921 země česká, politický okres Královské Vinohrady sídlo Jílové, soudní okres Jílové[6]
- 1925 země česká, politický i soudní okres Jílové[7]
- 1939 země česká, Oberlandrat Praha, politický i soudní okres Říčany[8]
- 1942 země česká, Oberlandrat Praha, politický okres Praha-venkov-jih, soudní okres Jílové[9]
- 1945 země česká, správní i soudní okres Jílové[10]
- 1949 Pražský kraj, okres Praha-východ[11]
- 1960 Středočeský kraj, okres Praha-východ[12]

## Rok 1932
Ve vsi Těptín (přísl. Kamenice u Strančic, Ládveč, Ládví, Olešovice, Skuheř, 878 obyvatel, poštovní úřad, telegrafní úřad, telefonní úřad, četnická stanice, katol. kostel) byly v roce 1932 evidovány tyto živnosti a obchody: lékař, obchod s cukrovinkami, 3 hostince, hotel, konsum Včela, kovář, krejčí, měďárna, mlýn, obuvník, pekař, 2 rolníci, řezník, sedlář, 2 obchody se smíšeným zbožím, 2 trafiky, 2 truhláři, velkostatek Ringhoffer, zahradnictví.
Ve vsi Štiřín (přísl. Nová Hospoda, Struhařov, Všedobrovice, 507 obyvatel) byly v roce 1932 evidovány tyto živnosti a obchody: 5 hostinců, 3 obuvníci, pila Ringhoffer, 4 rolníci, 2 řezníci, 3 obchody se smíšeným zbožím, švadlena, 4 trafiky, truhlář, velkostatek Ringhoffer.

## Průmysl
V obci se nachází kovohutě Strojmetal Kamenice, což je původní Ringhofferův závod (bývalý hamr) na měděné strojní díly, dnes výrobna součástek z hliníku a jeho slitin.

## Pamětihodnosti
- Barokně přestavěný, původně zřejmě románský, kostel sv. Františka Serafinského
- Ringhofferova hrobka – monumentální památník rodiny průmyslníků Ringhofferů s ukřižovaným Kristem od Josefa Václava Myslbeka
- Zámek Kamenice – oblíbené letní sídlo pražských arcibiskupů, dnes soukromý majetek, veřejnosti nepřístupný

## Další fotografie

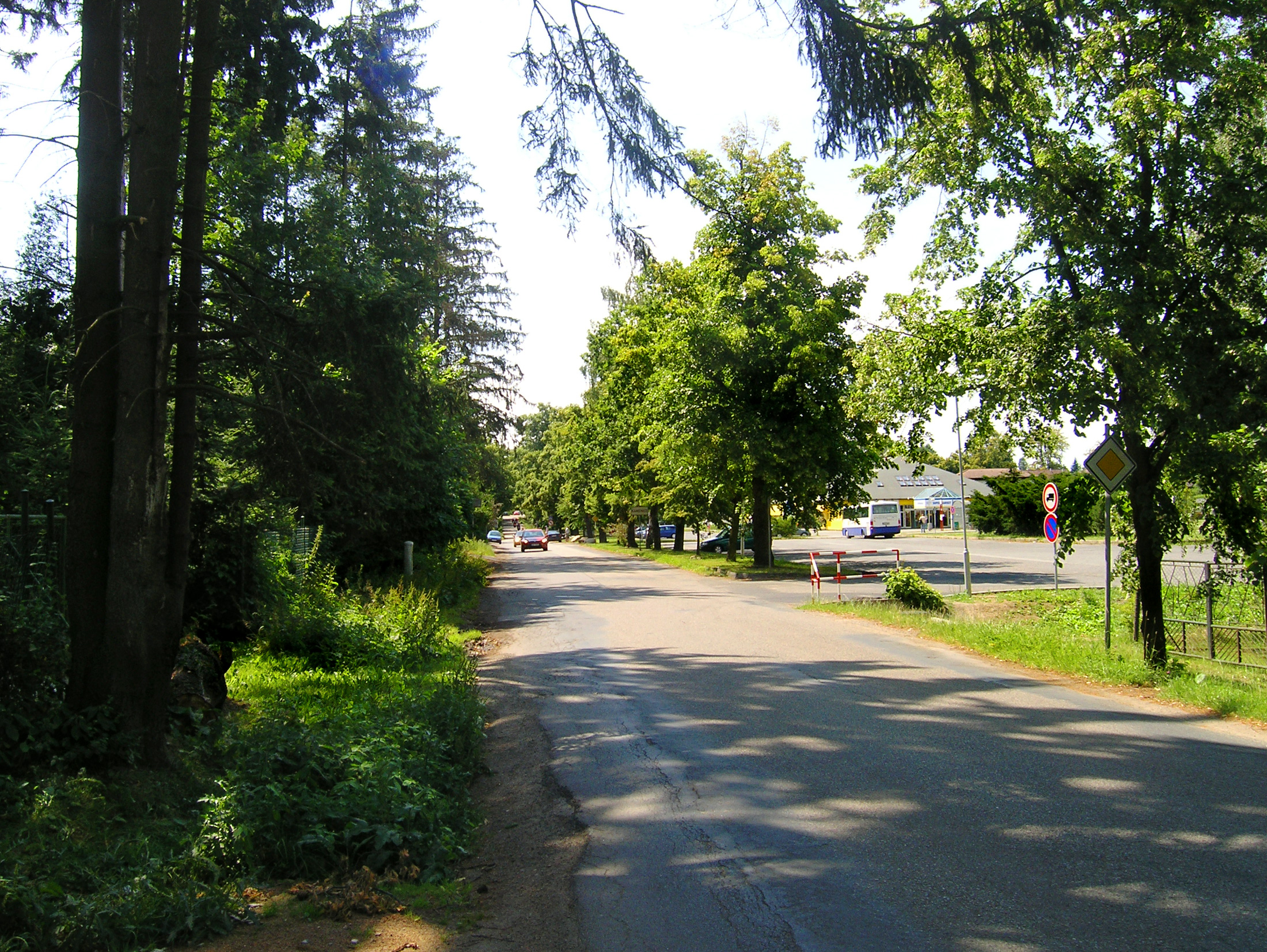
Ringhofferova ulice v centru
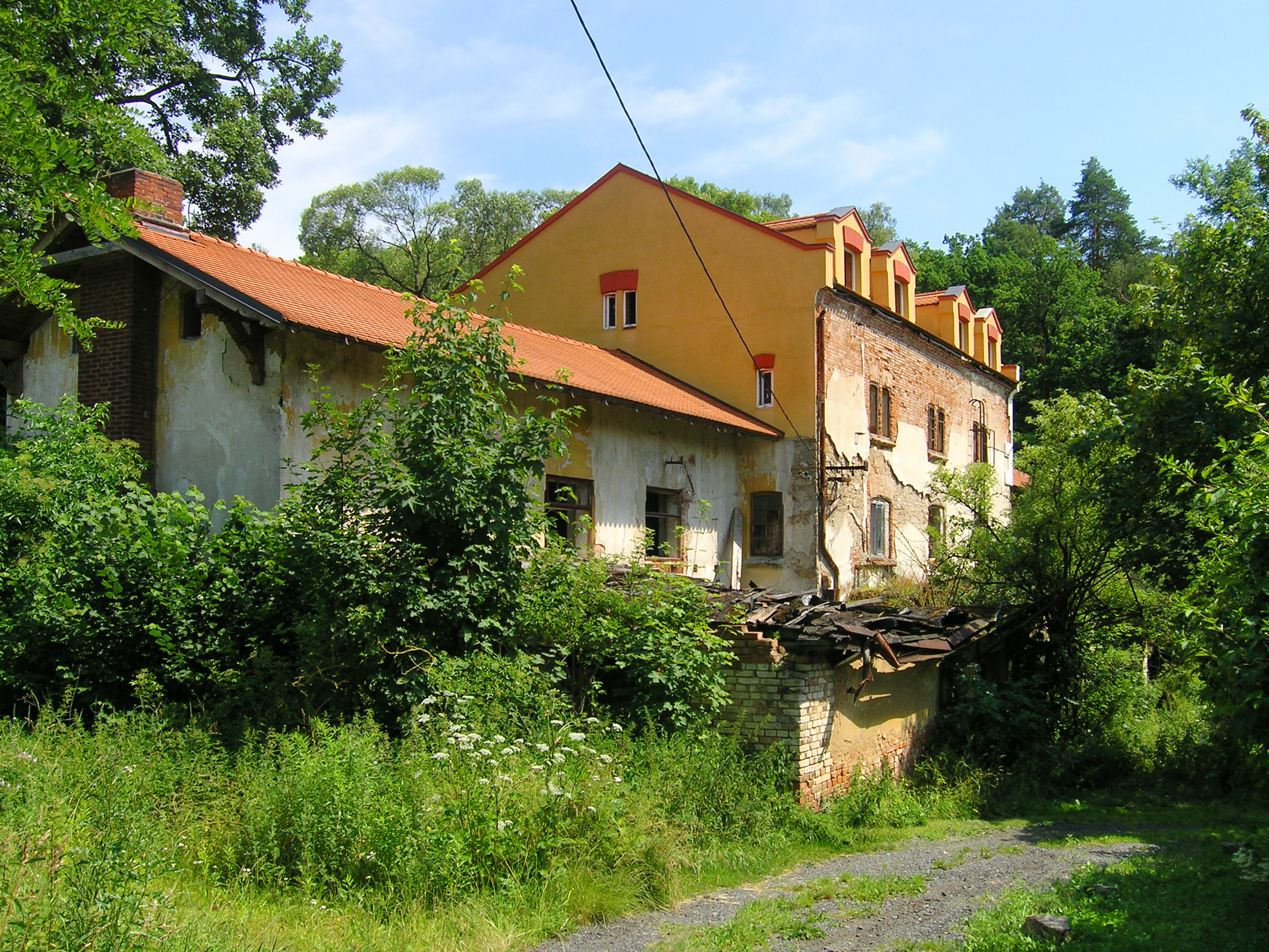
Opuštěný mlýn v části Olešovice
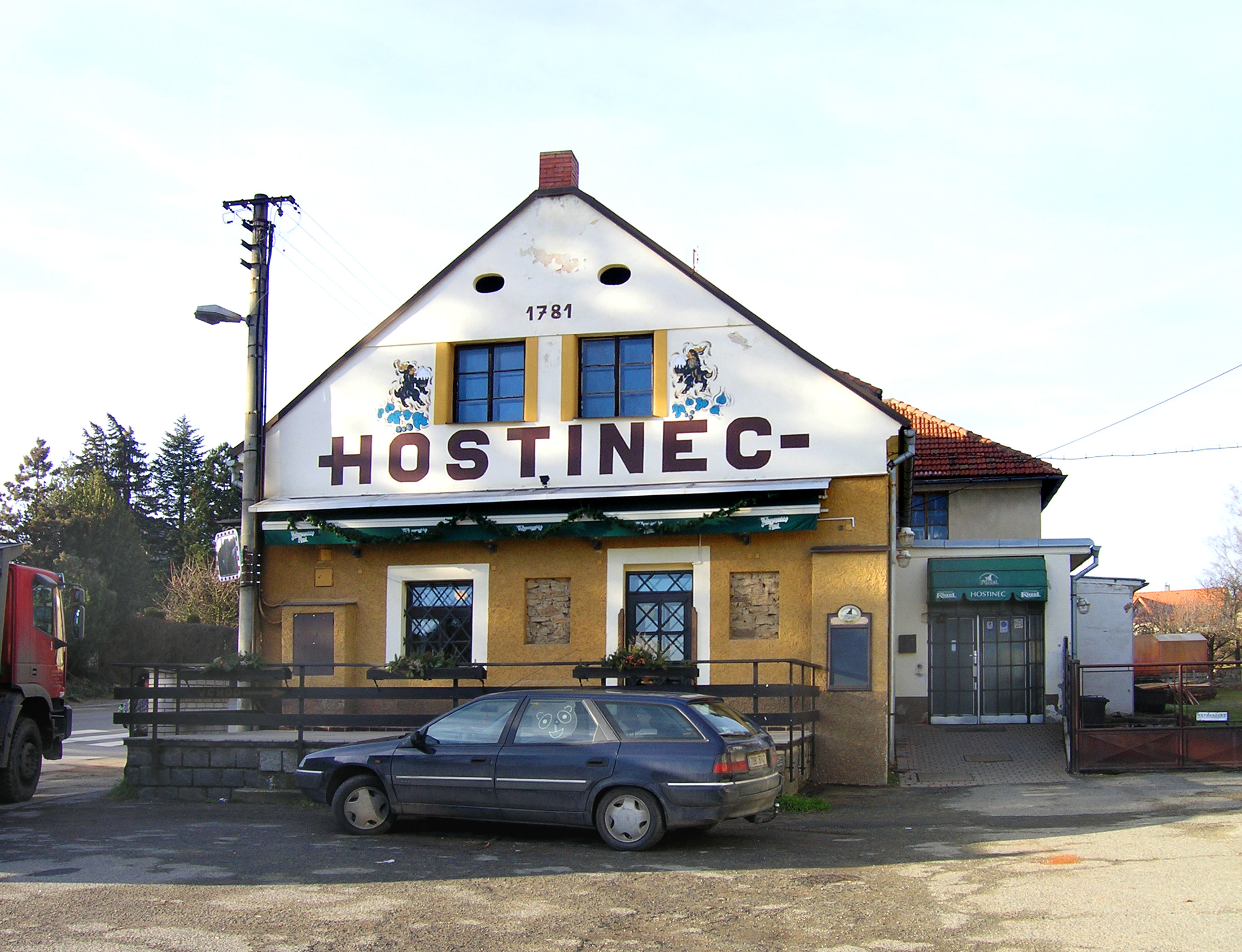
Nová hospoda v Nové Hospodě
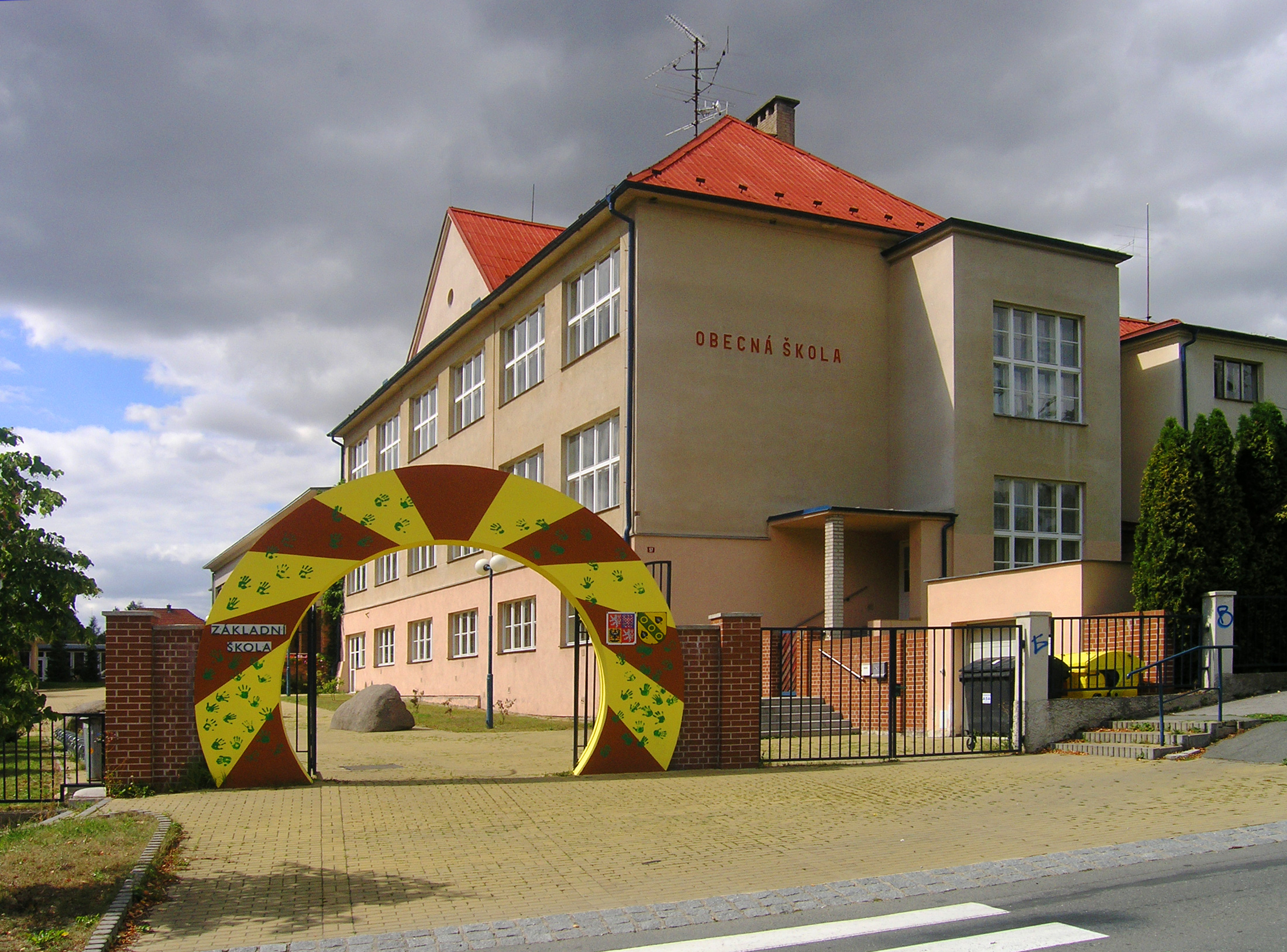
Základní škola